# Право на чари
«Право на чари» — роман британського письменника Террі Пратчетта у жанрі гумористичного фентезі, написаний у 1987 році і виданий у англійському видавництві "Victor Gollancz". Книга є третьою за рахунком у серії "Дискосвіт" і першою у підциклі "Відьми" - що зазвичай оповідає про рід життя відьом та їх пригоди і відмінності між чарівниками. Роман "Право на чари" це - своєрідна спроба Пратчетта наприкінці 80х років, підняти важливу тему рівноправ'я на прикладі поділу магії для жінок і чоловіків.

## Сюжет
Кажуть, справжнім чарівником може стати восьмий син восьмого сина, та що як восьмою дитиною виявиться дівчинка? Доньці коваля Ескарині несподівано судилося стати першою у Дискосвіті чарівницею. Тепер їй доведеться вчитися контролювати свою силу, а також штурмувати стіни Невидної академії для чарівників, де ще ніколи не навчалися дівчата. Сюжет оповіді починається з того, що в сім'ї ланкрского коваля народилася восьма дитина. При цьому сам коваль був восьмим сином. А за традицією, чарівник, що відчуває наближення смерті, може передати свій посох дитині, що володіє магічними здібностями (восьмому синові восьмого сина). Один такий чарівник передав свій костур дитині коваля, не перевіривши чомусь стать наступника. Дитина виявилася дівчинкою. Вперше костур чарівника виявиться в руках жінки.
Маленька Ескарина і її Бабуся Дощевіск отримують на власну долю декілька важливих випробувань: зробити Ескарину жінкою чарівником і навчитися керувати магією у Невидній Академії, що знаходиться у могутньому місті Анк-Морпорк. 

## Персонажі
- Ескарина Ковальчук - восьма дитина, восьмого сина, що за збігом обставин народилась дівчинкою, змінивши хід історії та поняття про те, що чарівником може стати лише восьмий син, восьмого сина. Мешканка Вівцескельних гір і донька місцевого коваля, що працює у кузні "Міцні Горішки". При смерті, старий чарівник Стукк Біллет за традицією віддав чарівничий костур маленькій дівчинці у спадок. Героїня завжди має при собі наставницю у вигляді Бабусі Дощевіск з якою і вирушає у мандри до міста Анк Морпорк, де в кінці оповіді стає чарівницею.
- Бабуся Дощевіск - місцева відьма Вівцескельних гір і за сумісництвом бабуся багатьох мешканців тієї місцевості як і Ескарини. У романі відіграє роль наставниці молодої чарівниці і супутницею у її пошуках Анк Морпорка.
- Саймон - молодий чарівник, що має чималі здібності у магії. Ці здібності він вчиться контролювати у Невидній академії.
- Прямокут - архіректор Невидної академії, що протягом сюжету твору змінює думку стосовно Бабусі Дощевіск і жінок в цілому запрошуючи до самої будівлі Ескарину і її бабусю, оголошуючи головну героїню - чарівницею.
- Тритл - чарівник Невидної академії, що вкрай обурено реагує на порушення традицій.

## Видання українською в 2017
У 2017 році українське Видавництво Старого Лева, оголосили про початок друку романів британського письменника Террі Пратчетта вперше українською мовою. Протягом 2017 року видавництво встигло надрукувати перших два романи з серії книг про Дискосвіт. Це були "Правда" - позацикловий твір письменника і 25 роман з серії фентезі книг і "Колір Магії" - перший роман, що поклав початок історії про Дискосвіт. Наприкінці того ж 2017, на офіційному сайті було анонсовано видання першої книги Пратчетта з циклу "Відьми" під українською назвою "Право на Чари". Над перекладом твору українською, як зазначає перекладач Олександр Михельсон, доводилося працювати довгий час, намагаючись зрозуміти сенс деяких слів: 
"З «Правом на чари» усе було по-іншому. Був один момент у книзі, де героїня перелічує свої вміння, які займають півсторінки. Ці «вміння» зайняли у мене три дні, адже навіть українською я не знав таких термінів (сміється – авт.). Редакторська команда добряче попрацювала над вже готовими перекладами для того, аби зберегти стилістику власних назв автора, – продовжувала куратор серії Оля Ренн. – Інколи й досить «вільні» перекладацькі рішення наближала до їхнього британського оригіналу».